# Duzzadt köles
A duzzadt köles (Panicum turgidum) az egyszikűek (Liliopsida) osztályának perjevirágúak (Poales) rendjébe, ezen belül a perjefélék (Poaceae) családjába tartozó faj.

## Előfordulása
A duzzadt köles fő előfordulási területe a Szaharától az Arab-félszigetig van. Azonban Szenegáltól Pakisztánig, valamint délre Szomáliáig is fellelhető, ahol az egyébként szárazságot kedvelő fűféle a nedves talajban is megél. Az ember A Föld számos térségébe betelepítette.

## Megjelenése
Évelő növény, amely sűrű csomókban nő, és legfeljebb 1 méter magas. A kemény bambuszszerű szárán, csak kevés levél van. Oldalhajtásai is vannak, melyek ha elhajolva talajt érnek, gyökeret eresztenek. A virágzata bugavirágzat, mely 10 centiméteres is lehet. A kalászkái 3-4 milliméteresek. A gyökereit finom szőrszerű képződmények borítják.

## Felhasználása
A nigériai Szaharában ez a fű előkészíti a terepet a fák megjelenéséhez. A sivatag terjedésének meggátolásához és talajerózió ellen is használható. Ezek mellett kiváló takarmánynövény a háziállatok számára.

## Fordítás
- Ez a szócikk részben vagy egészben  a   Panicum turgidum című angol Wikipédia-szócikk ezen változatának fordításán alapul.  Az eredeti cikk szerkesztőit annak laptörténete sorolja fel. Ez a jelzés csupán a megfogalmazás eredetét és a szerzői jogokat jelzi, nem szolgál a cikkben szereplő információk forrásmegjelöléseként.